# Qulbəndə
Qulbəndə (azerbajdzjanska: Qülbəndə, Qülpəndə) är en ort i Azerbajdzjan.   Den ligger i distriktet Ağdaş Rayonu, i den centrala delen av landet, 200 km väster om huvudstaden Baku. Qulbəndə ligger 42 meter över havet och antalet invånare är 1 315.
Terrängen runt Qulbəndə är huvudsakligen platt, men åt nordost är den kuperad. Runt Qulbəndə är det ganska tätbefolkat, med 90 invånare per kvadratkilometer.. Närmaste större samhälle är Ağdaş, 4,0 km väster om Qulbəndə.
Trakten runt Qulbəndə består till största delen av jordbruksmark.